# Rio do Veado
O rio do Veado é um curso de água que banha o estado do Paraná, no Brasil. Desagua no rio Paraná.